# Rhodopina fruhstorferi
Rhodopina fruhstorferi là một loài bọ cánh cứng trong họ Cerambycidae.